# Piotr Doerre
Piotr Antoni Doerre (ur. 15 lutego 1973 w Krakowie) – polski dziennikarz, publicysta katolicki, działacz samorządowy.

## Życiorys
W latach studenckich były szefem Akademickiej Ligi Konserwatywnej „Kameloci” w Krakowie. W 1997 r. ukończył studia historyczne na Uniwersytecie Jagiellońskim. W latach 1996–2002 (z przerwą w l. 1998–2000) reporter, a później redaktor w „Dzienniku Polskim”. W latach 1998–2000 redaktor naczelny „Naszego Dziennika w Małopolsce”, krakowskiego dodatku „Naszego Dziennika”. Publikował w: „Najwyższym Czasie!”, „Pro Fide Rege et Lege”, „Myśli Polskiej”, „Cywilizacji”, „Kurierze Małopolskim” i in. Obecnie jest stałym współpracownikiem dwumiesięcznika „Polonia Christiana”. Od marca 2012 r. do listopada 2017 r. był redaktorem naczelnym portalu internetowego PCh24.pl.
Członek Krakowskiego Klubu Monarchistycznego, a następnie Klubu Zachowawczo-Monarchistycznego, członek Rady Głównej i prezes krakowskiego oddziału Klubu. Był wykładowcą Instytutu Edukacji Narodowej. Członek-założyciel Stowarzyszenia Kultury Chrześcijańskiej im. ks. Piotra Skargi, obecnie wchodzi w skład zarządu tej organizacji.
W latach 2002–2006 radny Miasta Krakowa, przewodniczący klubu radnych Ligi Polskich Rodzin. Jeden z inicjatorów i członek Rady Programowej Obchodów 750-lecia Lokacji Miasta Krakowa. W latach 2004–2008 był członkiem Rady Programowej Ośrodka TVP Kraków, a od 2008 r. – Rady Programowej Radia Kraków.